# Gangpur
Gangpur war ein Fürstenstaat Britisch-Indiens im heutigen Bundesstaat Odisha. Seine Hauptstadt war der Ort Sundargarh.
Bis zur Zeit der Marathenkriege stand Gangpur unter der Hoheit von Sambalpur, 1803 wurde es an die Briten abgetreten, 1818 an die Marathen zurückgegeben und kam 1826 endgültig unter britische Oberhoheit. 1827–1947 war Gangpur ein eigenständiges britisches Protektorat. Es unterstand bis 1905 der Provinz Bengalen, dann Orissa (Odisha) und hatte 1892 eine Fläche von 6454 km² und 108.000 Einwohner.
Der letzte Raja, Bir Udit Pratap Shekhar Deo (1938–56), schloss sich im August 1947 der Eastern States Union an. Am 1. Januar 1948 wurde diese Union aufgelöst und Gangpur wurde Orissa und damit Indien eingegliedert. Am 1. November 1956 wurden alle Fürstenstaaten aufgelöst. Der Raja ging für die Ganatantra Parishad in die Politik und war 1959–1961 Minister in der Regierung von Orissa.